# César Ruiz Sánchez
César Ruiz Sánchez (Pueblo Libre, Lima, 10 de enero de 1990) es un futbolista peruano. Juega como interior y su equipo actual es Academia Cantolao de la Liga 2 de Perú.

## Trayectoria
Procedente del distrito de Puente Piedra, César Ruiz se incorporó al Sporting Cristal en 1999. En 2007 César Ruiz, junto con otros 8 jugadores sub-20, fueron convocados al primer equipo. Para 2009, estuvo cedido en Coronel Bolognesi.
Después de jugar la Segunda División con el Coronel Bolognesi tras descender de la Primera División, jugó en el Hijos de Acosvinchos. Este año firmó contrato con Sport Boys.

## Selección nacional
Ha sido internacional con la Selección Sub-17 del Perú en la generación llamada "Los Jotitas" participando en la Copa Mundial de Fútbol Sub-17 de 2007 realizada en Corea del Sur.

## Clubes
| Club                       | País | Año         |
| -------------------------- | ---- | ----------- |
| Sporting Cristal           | Perú | 2008 - 2010 |
| Coronel Bolognesi F.C.     | Perú | 2010 - 2011 |
| Hijos de Acosvinchos       | Perú | 2011 - 2012 |
| Sport Boys                 | Perú | 2012 - 2013 |
| León de Huánuco            | Perú | 2013 - 2014 |
| Sport Huancayo             | Perú | 2014 - 2016 |
| Unión Comercio             | Perú | 2018 - 2019 |
| Cultural Santa Rosa        | Perú | 2019 - 2020 |
| Deportivo Llacuabamba      | Perú | 2020        |
| Unión Deportivo Parachique | Perú | 2021        |
| José Gálvez (Sechura)      | Perú | 2022        |
| Unión Deportivo Parachique | Perú | 2022 - 2023 |
| Atlético Wanka             | Perú | 2024        |
| Academia Cantolao          | Perú | 2025 -      |